# Mohammed Mbye
Mohammed Jallow-Mbye (* 18. Juni 1989 in Banjul) ist ein gambischer Fußballspieler.

## Karriere

### Verein
Mbye wurde in Gambia geboren, spielte 2000 in der Jugend vom Gambia Ports Authority FC, bis er 2001 mit sieben Jahren mit seinen Eltern nach Hammarby, Schweden auswanderte. 2001 ging er zu Hammarby Talang FF, dem Farmteam vom Hammarby IF. 2006 absolvierte er für Hammarby ein Ligaspiel, wobei er gleich auch noch ein Tor schoss. Im Juli 2007 wechselte er nach Frankreich zu Stade Rennes, wo er fünf Spiele in der Reservemannschaft bestritt, aber auch in der Jugend den Coupe Gambardella gewann.
Im Juli 2008 wechselte zurück nach Schweden zu Kalmar FF. Doch dort wurde Mbye nicht glücklich und wechselte daher am 31. Dezember 2008 zu Assyriska Föreningen. Dort unterschrieb er einen Dreijahresvertrag bis zum 31. Dezember 2012. Nach vier Spielzeiten für Assyriska und 80 Ligaeinsätzen, wechselte er nach Norwegen zu Elverum IL. Bei Elverum entwickelte er sich zum Leistungsträger und spielte in 15 Adeccoligaen Spielen für EIL, bevor er im Januar 2014 beim Kongsvinger IL unterschrieb. Ohne ein Spiel absolviert zu haben, fiel Mbye bereits im Februar in Ungnade und in dessen zuge wurde sein Vertrag am 5. Februar 2014 mit Kongsvinger wieder aufgelöst. Daher kehrte er einen Monat später am 1. März 2014 zu Elverum IL zurück.

### Nationalmannschaft
Mbye spielte schon für die gambische U-20-Nationalmannschaft. Am 30. Mai 2010 absolvierte er sein erstes A-Länderspiel, als er gegen Mexiko in der Startaufstellung stand.

## Titel und Erfolge
Stade Rennes
- Coupe Gambardella: 2008